# Lieja-Bastoña-Lieja 1979
La Lieja-Bastogne-Lieja 1979 fue la 65.ª edición de la clásica ciclista Lieja-Bastoña-Lieja. La carrera se disputó el domingo 22 de abril de 1979, sobre un recorrido de 241 km. 
En un principio el vencedor final fue el alemán Dietrich Thurau (Ijsboerke), que se impuso al sprint al francés Bernard Hinault (Renault-Gitane) y a su compañero el belga Daniel Willems (Ijsboerke).

## Clasificación final
| Posición | Ciclista                 | Equipo                  | Tiempo   |
| -------- | ------------------------ | ----------------------- | -------- |
| 1        | Dietrich Thurau          | Ijsboerke               | 6h35'00" |
| 2        | Bernard Hinault          | Renault-Gitane          | a 55"    |
| 3        | Daniel Willems           | Ijsboerke               | s.t.     |
| 4        | Gianbattista Baronchelli | Magniflex               | s.t.     |
| 5        | Eddy Schepers            | Daf Trucks              | s.t.     |
| 6        | Lucien Van Impe          | KAS                     | s.t.     |
| 7        | Michel Pollentier        | Splendor                | s.t.     |
| 8        | Alfons De Wolf           | Boule d'Or              | s.t.     |
| 9        | Herman Van Springel      | Marc Zeep Savon-Superia | s.t.     |
| 10       | Michel Laurent           | Renault-Gitane          | s.t.     |